# 주 경왕 (개)
동주 경왕 희개(東周 敬王 姬丐)는 주나라의 26대 왕이자 동주의 15대 왕이다.

## 사적
경왕의 서장자인 희조가 도왕을 살해하자 진이 파병을 해 희조를 토벌하고 희구를 왕으로 세웠다. 그 후도 경왕과 희조 사이에 충돌이 계속되어 기원전 516년, 희조는 초로 피신했지만 기원전 505년 봄, 경왕은 자객을 초로 보내 희조를 살해하였다. 이에 대해 희조를 지지하는 세력이 반란을 일으켜 경왕은 주도를 탈출했다가 기원전 503년에 진의 원조 하에 주로 되돌아왔다.
주는 평왕에서 낙읍을 도성으로 정해 왕성으로 부르고 있었지만, 경왕의 대에 희조의 세력이 강한 도왕 때까지의 수도를 피해 동쪽(한대의 낙양성, 즉 현재의 한위 고성의 근처)으로 천도 했다. 천도한 새로운 도성을 성주(成周), 옛 도성을 왕성(王城)으로 부르게 되었다.